# O Mapa da Mina
O Mapa da Mina (magyarul: A bánya térképe) egy 1993-as brazil sorozat, ami a Globo sugárzott 1993. március 29 és szeptember 4. között.

## Történet
A történet középpontjában gyémántok vannak. Uruguayban egy bűnbanda 10 millió dollár értékű gyémántot lop el. Az egyik tolvaj Rodolfo (Mauro Mendonça), Argentínába menekül. Ivo viszont már Sao Pauloba megy, akinek sikerül elrejtenie a gyémántokat, ám mégis letartóztatják. Nyolc évvel később kiszabadul a börtönből, de kiszabadulásakor elütik és meghal. Halála előtt még volt arra ideje, hogy fiának, Rodrigónak (Cássio Gabus Mendes) felfedje a térképet, amin a gyémántok lelhetők fel. A térképet az egyik szomszéd lánya, Elisa (Carla Marins) tetováltatta a saját fenekére, amit Rodrigónak le kellene fényképezni. Ám a dolgot nehezíti hogy Elisa egy apácazárdában él novíciaként és némasági fogadalmat tett.
Elisát Rodolfo, Rodrigo keresi, valamint Raul (Tato Gabus Mendes), a rendőr is a nyomára akar lelni. De Dona Zilda valamint a fiai, a maffiózók Tony és Joe is a lány nyomát kutatja, mind a gyémántokat akarják megkeresni.
A kincsekért még a provokatív Wanda (Malu Mader) is érdeklődik, aki Rodrigóba szeret bele és Elisával rivalizál. Végül elhagyja a zárdát és beleszeret a férfiba.

## Szereplők
| Színész                 | Karakter                                     |
| ----------------------- | -------------------------------------------- |
| Carla Marins            | Elisa Souto                                  |
| Cássio Gabus Mendes     | Rodrigo Simeone                              |
| Malu Mader              | Wanda Machado                                |
| Mauro Mendonça          | Rodolfo Torres de Almeida                    |
| Eva Wilma               | Tatiana Torres de Almeida                    |
| Luis Gustavo            | Antônio Machado (Toni)                       |
| Fernanda Montenegro     | Madalena Moraes                              |
| Carolina Ferraz         | Bruna Torres de Almeida Lovatelli            |
| Tato Gabus Mendes       | Raul Gouveia                                 |
| Beth Goulart            | Tânia Moraes                                 |
| Maurício Mattar         | Bakur Shariff                                |
| Nair Bello              | Zilda Machado                                |
| Gianfrancesco Guarnieri | Vicente Rocha                                |
| Bete Mendes             | Carmem Simeone Rocha                         |
| Pedro Paulo Rangel      | Joaquim Machado (Joe)                        |
| Mila Moreira            | Carlota Strega                               |
| Dennis Carvalho         | Erasmo Alcântara                             |
| Maria Padilha           | Giovana Alcântara                            |
| Nelson Freitas          | Roberto Lovatelli                            |
| John Herbert            | Wagner Amaral                                |
| Ana Rosa                | Antônia Moraes                               |
| Antônio Abujamra        | Nero Horácio Koll                            |
| Paula Burlamaqui        | Neide Gonzaga                                |
| Antônio Grassi          | César de Oliveira                            |
| Luíza Brunet            | Nadir da Silva                               |
| Gisela Marques          | Lygia Amaral                                 |
| Marcelo Serrado         | Sílvio Azevedo                               |
| Bianca Byington         | Laís Azevedo                                 |
| Andrea Murucci          | Paula Strega                                 |
| Cláudio Curi            | Pasqualino Stromboli                         |
| Suzana Faini            | Amélia Borges (Madre Amélia)                 |
| Mariane Vicentini       | Cibele Prado                                 |
| Luis Maçãs              | Bruno Alencar (Bubi)                         |
| Clarice Niskier         | Dayse Correia                                |
| Paulo Carvalho          | Celso Torres                                 |
| Ada Chaseliov           | Olga Lopes                                   |
| Desireé Vignolli        | Bárbara Lourenço                             |
| Mara Carvalho           | Ângela Almeida                               |
| Jonathan Nogueira       | Pedro Alcântara                              |
| Natália Lage            | Beatriz Amaral (Bia)                         |
| Tatyane Goulart         | Carolina Torres de Almeida Lovatelli (Carol) |
| Amanda Acosta           | Eva Alcântara                                |
| Murilo Figueiredo       | André Amaral                                 |
| Luã Ubacker             | Leonardo Azevedo (Léo)                       |

## Érdekességek
- A főcímben egy tetovált női test látható, amin a két főszereplő fut végig. Ahogy futnak az állatfigurás tetoválások életre kelnek. Eközben a Queen – Bohemian Rhapsody című dalának a "Mamma mia, mamma mia" része hallható, majd ennek eltorzított ismétlése, majd olasz nyelvű mondatok és a legvégén Lucio Dalla – Caruso dalának egy sora hallható.[2]